# Клейн, Стеф
Стеффен (Стеф) Клейн (нидерл. Steffen "Steef" Klein; 4 ноября 1914, Ньивендам — 30 марта 1994, Бюссюм) — нидерландский футболист, игравший на позициях полузащитника и защитника, выступал за команды «Аякс» и «Вринденсар».

## Спортивная карьера
В начале 1930-х годов Стеф играл за футбольный клуб «Схинкелхавен», который выступал в третьем классе чемпионата Нидерландов. В апреле 1936 года вызывался в сборную Амстердама. В декабре того же года подал запрос на переход из «Схинкелхавена» в «Аякс». На тот момент он проживал в западной части Амстердама по адресу Нова Зембластрат 24. В сезоне 1938/39 был заявлен за второй состав «Аякса». Первую игру в чемпионате провёл 24 сентября 1939 года против клуба ДОС — на домашнем стадионе «Де Мер» его команда одержала победу со счётом 3:2. В дебютном сезоне он сыграл ещё в двух матчах чемпионата.
В июне 1943 года в составе «Аякса» стал обладателем Кубка Нидерландов, в финале которого был обыгран клуб ДФК. В сезоне 1943/44 был основным защитником в команде, сыграв во всех 18 матчах чемпионата. В общей сложности за семь лет принял участие в 28 матчах первенства страны. В чемпионате в составе «красно-белых» в последний раз выходил на поле 20 февраля 1944 года в матче с «Блау-Витом».
После «Аякса» выступал за «Вринденсар» из Кюлемборга, а в ноябре 1948 года запросил перевод в клуб третьего класса ВВА из Амстердама.

## Личная жизнь
Стеф родился в ноябре 1914 года в Ньивендаме, в пригороде Амстердама. Отец — Стеффен Клейн, был родом из Монниккендама, мать — Катарина Мобах, родилась в Пюрмеренде. Родители поженились в марте 1913 года в Пюрмеренде — на момент женитьбы отец был столяром.
Женился в возрасте двадцати шести лет — его супругой стала 27-летняя Кристина Йоханна Рос, уроженка Амстердама. Их брак был зарегистрирован 25 апреля 1940 года в Амстердаме. С 1941 года работал в качестве клерка. В 1947 году в его семье родилась дочь по имени Йоханна Кристина.
В январе 1959 года переехал с семьёй в австралийский город Аделаида, но спустя четыре города вернулся в Амстердам. С августа 1972 года прожил в Бюссюме. Его жена умерла в сентябре 1989 года в возрасте 76 лет.
Умер 30 марта 1994 года в Бюссюме в возрасте 79 лет. Похоронен рядом с супругой на местном кладбище в Бюссюме.

## Статистика по сезонам
| Клуб | Сезон   | Чемпионат Нидерландов | Чемпионат Нидерландов | Кубок Нидерландов | Кубок Нидерландов | Итого | Итого |
| Клуб | Сезон   | Игры                  | Голы                  | Игры              | Голы              | Игры  | Голы  |
| ---- | ------- | --------------------- | --------------------- | ----------------- | ----------------- | ----- | ----- |
| Аякс | 1939/40 | 3                     | 0                     |                   |                   | 3     | 0     |
| Аякс | 1941/42 | 1                     | 0                     |                   |                   | 1     | 0     |
| Аякс | 1942/43 | 6                     | 0                     | 3                 | 1                 | 9     | 1     |
| Аякс | 1943/44 | 18                    | 0                     | 1+                | 0                 | 19    | 0     |
| Аякс | Итого   | 28                    | 0                     | 4+                | 1                 | 32    | 1     |